# Dunchon-dong
Dunchon-dong es un dong, barrio de Gangdong-gu en Seúl, Corea del Sur.